# Ácido gamalinolênico
Ácido gama-linolênico (GLA), também chamado de ácido gamolênico, é um ácido graxo essencial ômega-6 encontrado primariamente em óleos vegetais (com destaque para a prímula). É vendido como um suplemento dietético para tratar problemas com inflamações e doenças autoimunes. A eficácia de tal uso é discutida.
Na literatura em fisiologia, GLA é designado como 18:3(ω-6). Quimicamente, GLA é um ácido carboxílico com uma cadeia de 18 carbonos e três ligações duplas cis; a primeira ligação dupla é localizada no sexto carbono a contar da terminação ômega. É um isômero do ácido alfa-linolênico, o qual é o ácido graxo ômega 3 encontrado na semente de linho.

## História
GLA foi primeiro isolado da semente de Oenothera. Esta erva foi cultivada pelos nativos da América para tratar inchaços no corpo.
No século XVII, ela foi introduzida na Europa e veio a se tornar um medicamento popular, recebendo o nome de "cura tudo do rei".
Em 1919, Heiduschka e Lüft extraíram o óleo de sementes de Oenothera e descreveram um incomum ácido linolênico, o qual eles chamaram γ-.
Posteriormente, a exata estrutura química foi caracterizada por Riley.
Embora haja formas alfa- e gama- de ácido linolênico, não há forma beta. Uma foi identificada mas foi excluída por ser um resultado do processo analítico original.